# Макс Бекманн
Макс Карл Фрідріх Бекманн (12 лютого 1884 — 27 грудня 1950) — німецький художник, малювальник, гравюрист, скульптор і письменник. Хоча його відносять до художників-експресіоністів, він відкидав цей термін і рух. У 1920-х роках він був пов'язаний з новою речевістю (Neue Sachlichkeit), відгалуженням експресіонізму, який виступав проти прихованої емоційності. Навіть коли він займався легкими сюжетами, як-от артисти цирку, у своїх роботах Бекманн часто відчував прихований настрій або неспокій. До 1930-х років його творчість стала більш відвертою у своїй жахливій образності та спотворених формах у поєднанні жорстокого реалізму та соціальної критики, що припало з розквітом нацизму в Німеччині.

## Біографія
Народився в сім'ї середнього класу в Лейпцигу, Саксонія. З юності він протиставляв себе старим майстрам. Його травматичний досвід Першої світової війни, у якій він добровільно працював санітаром, збігся з драматичною трансформацією його стилю від академічно правильних зображень до спотворення як фігури, так і простору, що зображає його змінене бачення як себе та людства.
Відомий своїми автопортретами, написаними протягом усього його життя, за кількістю та інтенсивністю конкуруючи лише з роботами Рембрандта та Пікассо. Добре начитаний у філософії та літературі, Бекманн розмірковував над містикою та теософією в пошуках «Я». Як справжній художник-мислитель, він прагнув знайти прихований духовний вимір у своїх сюжетах («Листи до художниці» Бекманна 1948 року демонструє його підхід до мистецтва).
Бекманн мав великий успіх і офіційні почесті під час Веймарської республіки. У 1925 році його було обрано викладачем майстер-класу в Академії витончених мистецтв Städelschule у Франкфурті. Серед його найвідоміших учнів були Тео Гарв, Лео Майле та Марі-Луїза фон Мотешицки. У 1927 році отримав Почесну імперську премію за німецьке мистецтво та золоту медаль міста Дюссельдорфа. Національна галерея в Берліні придбала його картину «Кора», а в 1928 році — його «Автопортрет у смокінгу». До початку 1930-х серія великих виставок, зокрема великі ретроспективи в Städtische Kunsthalle Mannheim (1928) і в Базелі та Цюріху (1930), разом з численними публікаціями, показали високу повагу, якою користувався Бекманн.
Його доля змінилася з приходом до влади Адольфа Гітлера, чия неприязнь до сучасного мистецтва швидко призвела до його придушення державою. У 1933 році нацистський уряд назвав Бекманна «культурним більшовиком» і звільнив з посади викладача в Школі мистецтв у Франкфурті. У 1937 році уряд конфіскував понад 500 його робіт з німецьких музеїв, виставивши кілька на сумнозвісній виставці «Дегенеративне мистецтво» в Мюнхені. Наступного дня після виступу Гітлера по радіо про дегенеративне мистецтво в 1937 році Бекманн виїхав з Німеччини до Нідерландів разом зі своєю другою дружиною Куаппі.
Десять років Бекманн прожив у добровільному вигнанні в Амстердамі, зазнаючи невдачі у своїх відчайдушних спробах отримати візу до США. У 1944 році німці намагалися призвати його до армії, хоча шістдесятирічний художник переніс серцевий напад. Роботи, виконані в його студії в Амстердамі, були ще потужнішими та насиченішими, ніж його роботи у Франкфурті. Вони включали кілька великих триптихів, які є підсумком мистецтва Бекманна.
У 1947 році Бекманн отримав посаду в Школі вишуканих мистецтв  Вашингтонського університету в Сент-Луїсі . Протягом останніх трьох років свого життя він викладав у Вашингтонському університеті в Сент-Луїсі (разом з німецько-американським художником і гравером Вернером Древерсом) і в Бруклінському музеї. Він приїхав до Сент-Луїса на запрошення Перрі Т. Ретбоуна, директора Художнього музею Сент-Луїса. Ретбоун домовився про те, щоб Вашингтонський університет в Сент-Луїсі найняв Бекманна вчителем мистецтва, заповнивши вакансію, залишену Філіпом Ґустоном, який взяв відпустку. Перша ретроспектива Бекманна в США відбулася в 1948 році в Міському художньому музеї Сент-Луїса. У Сент-Луїсі Мортон Д. Мей став його покровителем і, вже затятим фотографом і художником-аматором, учнем художника. Пізніше Мей подарував велику частину своєї великої колекції робіт Бекманна Художнього музею Сент-Луїса. Бекманн також допоміг йому навчитися цінувати мистецтво Океанії та Африки.

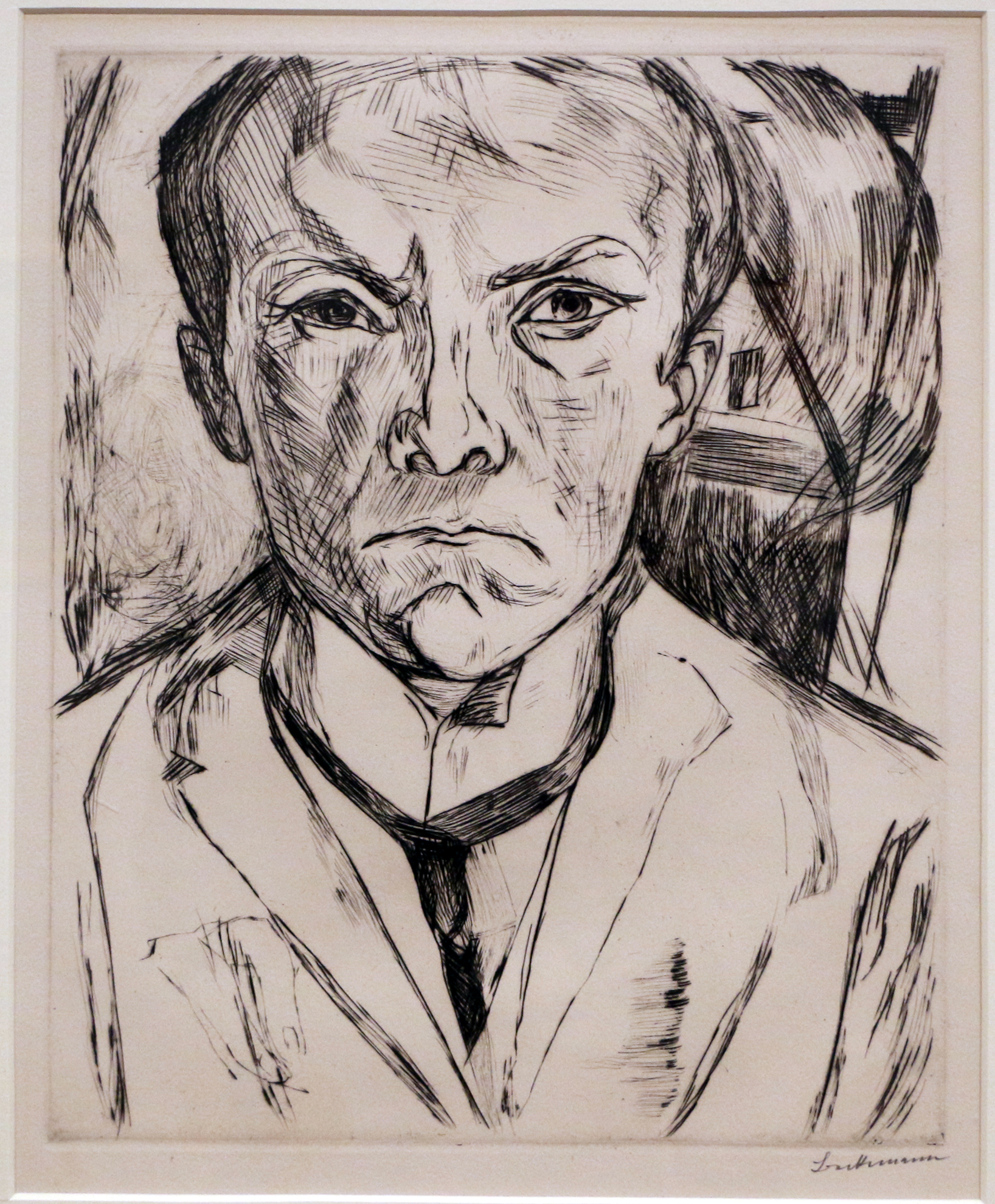
«Автопортрет», гравюра, 1918

Після зупинок у Денвері та Чикаго він і Куаппі орендували квартиру на Мангеттені. У 1949 році він отримав посаду професора в Школі мистецтв Бруклінського музею.
Бекманн страждав на стенокардію та помер після Різдва 1950 року від серцевого нападу на розі 69-ї вулиці та Центрального парку Нью-Йорка, неподалік від свого місця проживання. Як згадувала вдова художника, він прямував подивитися на одну зі своїх картин у Музеї мистецтва Метрополітен. У 1950 році, в рік його смерті, у Бекманна була персональна виставка на Венеційському бієнале, також у тому останньому 1950 році він створив картину «Людина, яка падає», яка вважається одночасно як роздумом про смертність, так і моторошним прогнозом вистрибування та падіння приречених людей з Всесвітнього торгового центру 11 вересня 2001 року.

## Теми

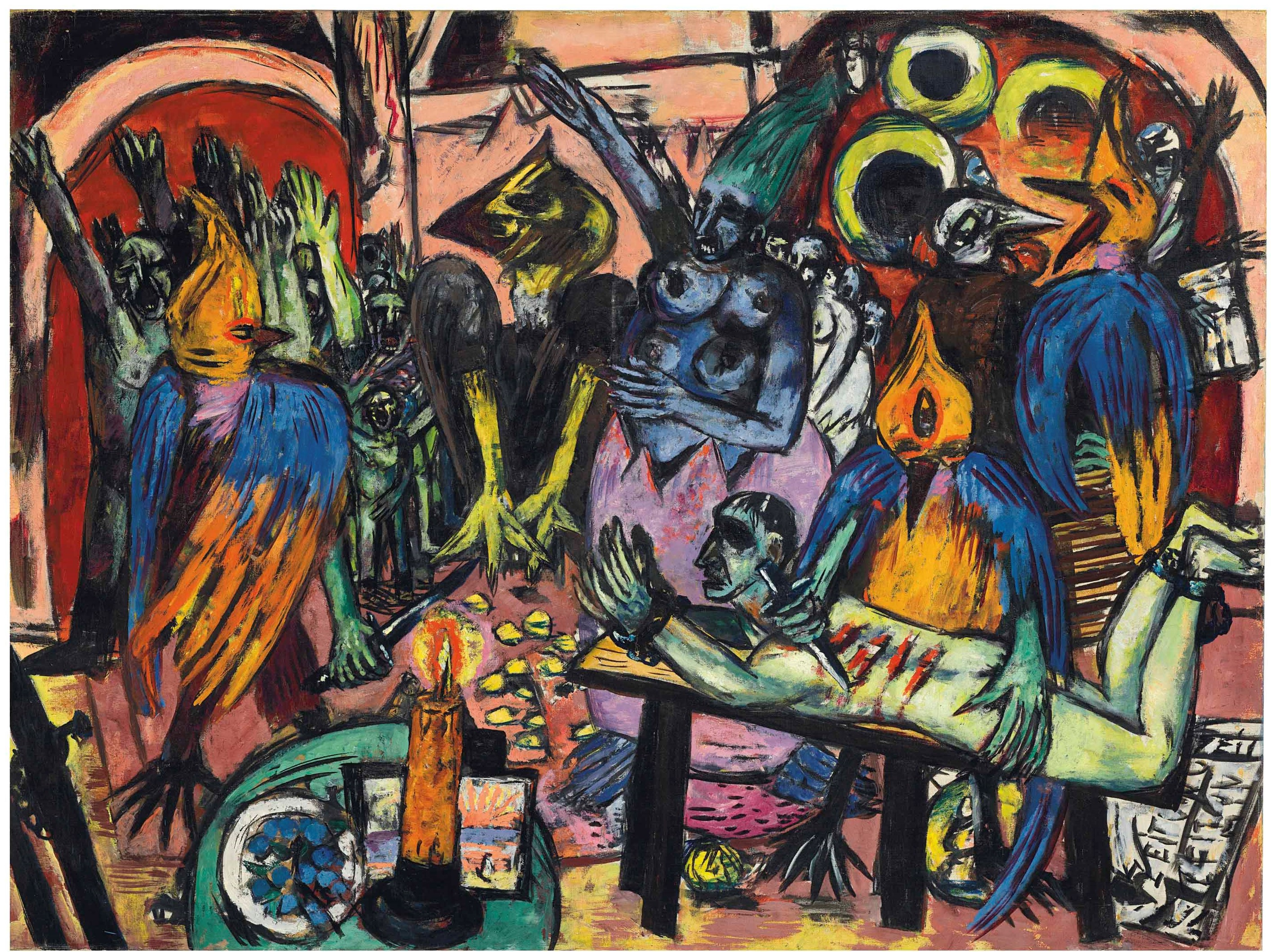
«Пташине пекло», 1937—1938

На відміну від кількох своїх сучасників-авангардистів, Бекманн відкидав нерепрезентативний живопис; натомість він зайнявся та розвинув традицію фігуративного живопису. Він дуже захоплювався не тільки Сезанном і Ван Гогом, а й Блейком, Рембрандтом і Рубенсом, а також північноєвропейськими художниками пізнього Середньовіччя та раннього Відродження, такими як Босх, Брейгель і Маттіас Грюневальд. Його стиль і композиційні прийоми частково засновані на образності середньовічних вітражів.
Працюючи з жанрами портрета, пейзажу, натюрморту та історичного живопису, його різноманітні роботи створили дуже особисту, але автентичну версію модернізму, зберігаючи велику повагу до традиційних форм. Бекманн заново винайшов релігійний триптих і розширив цей архетип середньовічного живопису в алегорію сучасного людства.
Починаючи з початку fin de siècle та закінчуючи періодом після Другої світової війни, Бекманн зобразив у своїй творчості епоху фундаментальних змін як у мистецтві, так і в історії. Багато картин Бекманна відбивають страждання Європи першої половини 20-го століття. Деякі з його образів відсилають до декадентського гламуру культури кабаре Веймарської республіки, але з 1930-х років його роботи часто містять міфологічні згадки про звірства нацистів. Крім цих безпосередніх проблем, його сюжети та символи набувають ширшого значення, виражаючи універсальні теми жаху, спокути, таємниці вічності та долі.
Його «Автопортрет з горном» (1938), написаний під час його періоду вигнання в Амстердамі, демонструє використання символів. Музичні інструменти зображені на багатьох його картинах; в цьому випадку це горн, який митець тримає, ніби це телескоп, яким він збирається досліджувати темряву навколо себе. Щільне обрамлення фігури в межах полотна підкреслює його замкнутість. Мистецтвознавець Корнелія Стабенов називає цю картину «найбільш меланхолійним і найбільш загадковим з його автопортретів».

## Спадщина

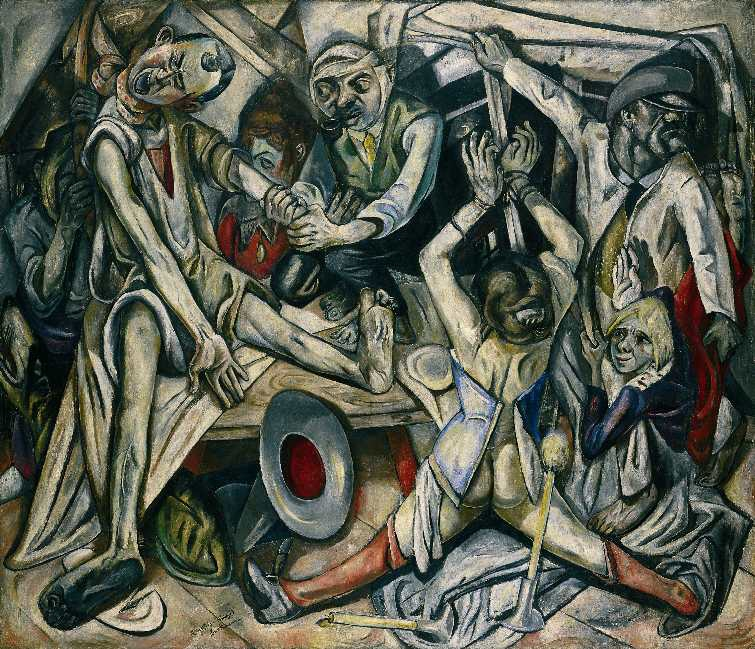
«Ніч», 1918—1919, полотно, олія, 133 × 154 см, Художнє зібрання землі Північний Рейн — Вестфалія, Дюссельдорф

Багато пізніх картин Бекманна виставлені в американських музеях. Він глибоко вплинув на таких американських художників, як Філіп Ґустон і Натан Олівейра, і, звичайно, на бостонський експресіонізм, напрям мистецтва, який згодом поширився на національному рівні та тепер називається американським фігуративним експресіонізмом. Його посмертна репутація, можливо, постраждала від його дуже індивідуального творчого шляху; як і Оскар Кокошка, він кидає виклик зручній категоризації, яка пропонує теми для критиків, мистецтвознавців і кураторів. Крім великої ретроспективи в Нью-Йоркському музеї сучасного мистецтва, Бостонському музеї витончених мистецтв і Чиказькому художньому інституті в 1964–65 роках (з чудовим каталогом Пітера Селца), а також видатної експозиції триптиха «Від'їзд» Музею сучасного мистецтва, його робота десятиліттями майже не бачили в більшій частині США. У 1984 році його сторіччя було відзначено в районі Нью-Йорка лише скромною виставкою в приміському художньому музеї округу Нассау. Мистецький музей Сент-Луїса зберігає найбільшу публічну колекцію картин Бекманна у світі, і в 1998 році відбулася велика виставка його робіт.
З кінця 20 століття роботи Бекманна завойовують все більшу міжнародну репутацію. Були проведені ретроспективи та виставки у Музеї сучасного мистецтва (1995) та Музеї Гуггенхайма (1996) у Нью-Йорку, а також у головних музеях Риму (1996), Валенсії (1996), Мадрида (1997), Цюріха (1998), Мюнхена (2000), Франкфурта (2006) та Амстердама (2007). В Іспанії та Італії роботи Бекманна вперше стали доступними для широкого загалу. Масштабна ретроспектива Бекманна була проведена в Центрі Помпіду в Парижі (2002) і Тейт Модерн у Лондоні (2003). У 2011 році музей Штедель у Франкфурті присвятив художнику цілий зал у своїй нещодавно обладнаній постійній виставці сучасного мистецтва.
Товариство Макса Бекманна було вперше засноване Вільгельмом Гаузенштейном, Бенно Рейфенбергом й іншими. Архів Макса Бекманна був заснований у 1977 році та знаходиться під егідою Баварських державних зібраннях картин.
У 1996 році німецький видавець Бекманна Piper випустив третій і останній том листів митця, чия дотепність і бачення відносять його до найсильніших письменників німецькою мовою. Його нариси, п'єси і насамперед щоденники є унікальними історичними документами. Добірка творів Бекманна була видана в США видавництвом Чиказького університету в 1996 році.
У 2003 році Стефан Реймерц, паризький прозаїк і мистецтвознавець, опублікував біографію Макса Бекманна. У ній вперше представлено багато фотографій та документів. Біографія розкриває погляди Бекманна на таких письменників і філософів як Достоєвський, Шопенгауер, Ніцше та Ріхард Вагнер.

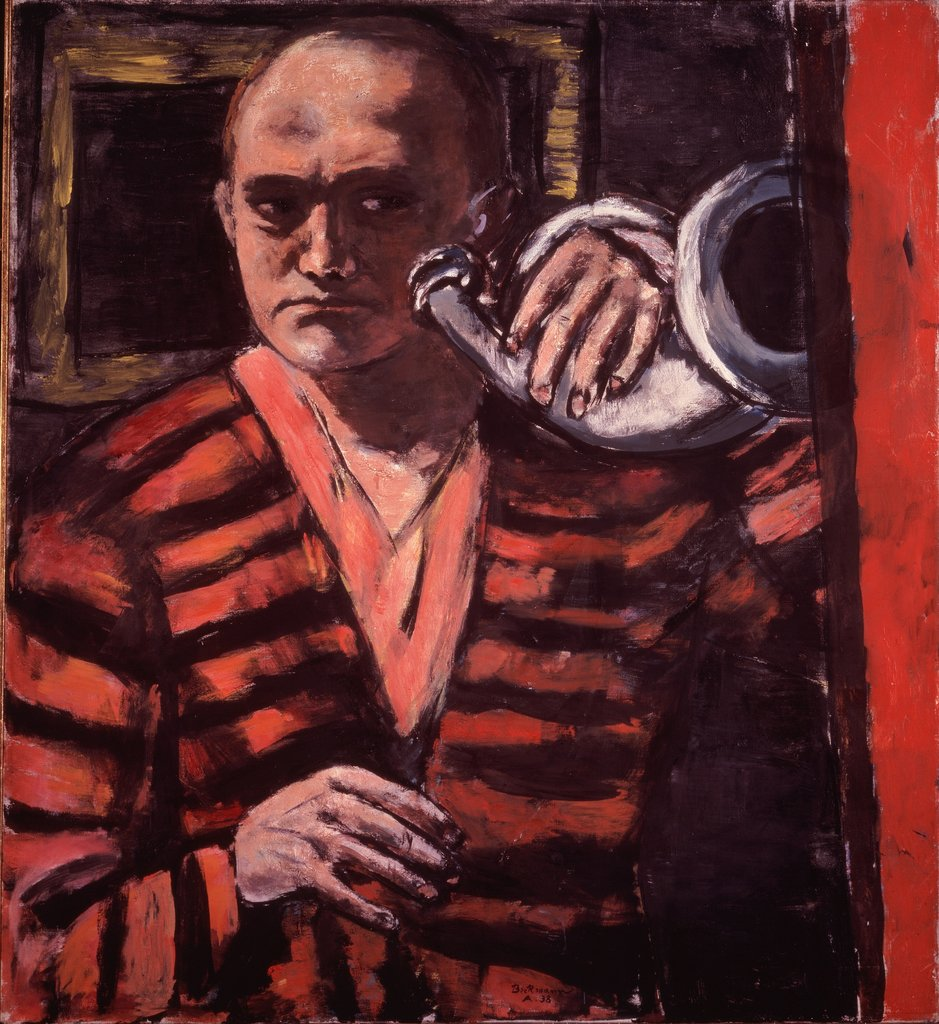
«Автопортрет з горном»,1938

У 2015 році Сент-Луїський мистецький музей опублікував книгу «Макс Бекманн в Сент-Луїському мистецькому музеї: Картини Лінетт Рот». Це комплексний погляд на картини Бекманна в СЛММ, найбільшу їхню колекцію у світі, і ставить як художника, так і його роботи у ширший контекст.

## Арт-ринок
Попри те, що Бекманна вважають важливим художником 20-го століття, він ніколи не був відомим, і його роботи в основному приваблювали нішевий ринок німецьких й австрійських колекціонерів. У 1921 році Бекманн підписав ексклюзивний контракт із друкарнею JB Neumann у Берліні. У 1938 році він мав першу з численних виставок у галереї Курта Валентина, Нью-Йорк. Сьогодні його великі картини зазвичай продаються за понад 1 мільйон доларів, а його автопортрети зазвичай мають найвищі ціни. У 2001 році Рональд Лаудер заплатив 22,5 мільйона доларів на Сотбі у Нью-Йорку за «Автопортрет з горном» (1938) і виставив його в «Новій галереї» у Нью-Йорку. У 2017 році анонімний учасник торгів заплатив рекордні 45,8 мільйона доларів за картину Бекманна «Пташине пекло» на Крістіз у Лондоні. Покупка стала новим світовим рекордом для німецького експресіонізму.

## Знову відкриті роботи
Кілька важливих робіт Бекманна були виявлені в мюнхенській квартирі Корнеліуса Гурлітта у 2012 році. Вони стали предметом ретельного вивчення німецької поліції та мистецтвознавців на предмет їх походження та продажу в нацистський період.